# Франкен, Иероним Второй
Иероним Франкен Младший, или Иероним Франкен Второй (нидерл. Hieronymus Francken II; 1578, Антверпен, — 1623, Антверпен) — фламандский живописец и рисовальщик эпохи Северного Возрождения и маньеризма. Один из представителей большой семьи потомственных художников Фландрии XVI и XVII веков. Старший сын Франса Франкена Первого (1542—1616), брат более известного художника — Франса Франкена Второго, или Младшего (1581—1642). Плодовитый и разносторонний художник. Известен алтарными образами и аллегорическими картинами, портретами, архитектурными пейзажами, натюрмортами и, как и его брат, так называемыми «картинами-кунсткамерами».

## Биография
Иероним Франкен был сыном Элизабет Мертенс и Франса Франкена Старшего. Его отец был художником, родившимся в Херенталсе близ Антверпена, который переехал со своим отцом-художником в Антверпен. Там он стал одним из главных живописцев периода нидерландской Контрреформации. У Иеронима было три брата-художника: Фома, Франс II и Амвросий II.
Иероним получил первые навыки рисунка и живописи у отца. Он был занесен в книги (liggeren) антверпенской Гильдии Святого Луки в 1605 году как ученик своего дяди Амвросия Франкена Первого, который учился у Франса Флориса и некоторое время работал придворным художником при французском дворе в Фонтенбло. В 1607 году Иероним Франкен Второй был официально признан мастером антверпенской гильдии.
В 1609 году вместе с братом Франсом Франкеном Вторым, возможно, также получил дополнительное обучение в мастерской своего дяди Иеронима Франкена Первого в Париже.
Иероним Франкен Второй вернулся в Антверпен, где провёл остаток своей жизни. В 1616—1617 работал «ионкманом» (холостяком) в доме своего отца Франса Франкена Первого. В 1618 году он стал (как добрый католик и холостяк) членом «Братства пожилых холостяков» (Sodaliteit van de Bejaerde Jongmans) при ордене иезуитов. Он был помощником Общества в 1619 году, префектом в сентябре 1620 года и во второй раз советником в сентябре 1622 года. Это говорит о том, что он никогда не был женат.

## Творчество
Иероним Франкен Младший был разносторонним художником, работавшим во многих жанрах. Иероним изображал картинные галереи или «кунсткамеры», бытовые сцены, изображения элегантных балов и танцев, исторические картины, сцены с обезьянами (так называемые «сенжери»), аллегорические картины и натюрморты. Он также копировал некоторые сцены ведьм и колдовства, в том числе изображения шабашей ведьм, придуманные его братом Франсом Вторым.
Поскольку картины членов семьи Франкен схожи по стилю и они редко подписывали свои работы, долгое время было трудно идентифицировать произведения Иеронима Второго. Так, некоторые картины Иеронима Второго в прошлом приписывали его брату. На основе нескольких подписанных им работ историкам удалось реконструировать творчество Иеронима и повторно атрибутировать ему ряд произведений.
Типичными для живописной манеры Иеронима являются использование широких мазков и «земляных», охристых красок кирпично-красных и коричневатых оттенков. Масштаб его фигур иногда бывает странным, что характерно для искусства маньеризма. Иероним, а также его брат Франс Младший создали множество картин с изображением элегантных балов. Вполне возможно, что братья разработали этот жанр под влиянием своего дяди Иеронима Франкена Первого, у которого они, возможно, некоторое время учились во время предполагаемого проживания в Париже.
Франс Франкен Младший и Ян Брейгель Старший были первыми художниками, создававшими в 1620-х годах «картины-кунсткамеры», «картины галерей», или «картины художественной комнаты» (galerijschilderijen, kunstkamerschilderijen), наподобие живописных кунсткамер, которые демонстрировали процветание владельца через изображение разных сокровищ и раритетов его коллекций. Иероним Франкен Второй продолжил эту фламандскую традицию. Самые ранние работы этого жанра изображали произведения живописи и скульптуры вместе с другими предметами, такими как научные инструменты или природные «редкости», выставленные в доме известного мецената и коллекционера. Некоторые «картины-галереи» включают портреты владельцев или коллекционеров либо художников за работой. Иероним Второй создал целый ряд таких картин. Тем не менее только одна из них, композиция, называемая «Кабинет любителя искусства» или «Художественная галерея Яна Снеллинка» (Королевские музеи изящных искусств Бельгии, Брюссель), подписана и датирована 1621 годом. Ранее считалось, что эта картина представляет настоящую художественную галерею фламандского художника и коллекционера Яна Снеллинка, теперь утверждается, что все «галереи» на самом деле являются воображаемыми, но написанными на основе настоящих собраний.
Брат Иеронима Франс Младший внёс свой вклад в развитие жанра «обезьяньей сцены», также называемой «сенжери» (фр. singerie — обезьяничанье), слово, которое по-французски означает «комическая гримаса, поведение или выходка». Комические сцены с обезьянами, появляющимися в человеческих одеждах и человеческом окружении, — изобразительный жанр, зародившийся во фламандской живописи в XVI веке и получивший дальнейшее развитие в XVII столетии.

## Галерея
- Эрцгерцоги Альбрехт VII Австрийский и Изабелла Клара Евгения посещают кабинет коллекционера. Между 1621 и 1623. Дерево, масло. Художественный музей Уолтерса, Балтимор, США
- Кабинет любителя искусства (Художественная галерея Яна Снеллинка). 1621. Дерево, масло. Королевские музеи изящных искусств, Брюссель
- Праздничная компания. Между 1607 и 1623. Дерево, масло. Частное собрание
- Приглашение. Ок. 1600. Дерево, масло. Музей истории искусств, Вена
- Вифлеемское избиение младенцев. Между 1625 и 1681. Деерво, масло. Замок Йоханнесбург, Ашаффенбург, Бавария
- Притча о девах разумных и неразумных. Ок. 1616. Холст, масло. Государственный Эрмитаж, Санкт-Петербург
- Парикмахерская с обезьянами и котами. Между 1607 и 1623. Медь, масло. Государственный музей, Шверин, Германия